# Matronalia Rupes
La Matronalia Rupes è una struttura geologica della superficie di 4 Vesta.